# Malcolm X (pel·lícula)
Malcolm X és una pel·lícula americana de Spike Lee estrenada el 1992 i és una adaptació de la seva biografia. Aquesta pel·lícula ha estat doblada al català.

## Argument
La història és la vida de Malcolm X. Correspon doncs a la seva autobiografia, des de la seva infantesa, fins al seu assassinat passant pel seu compromís contra la segregació racial.
La pel·lícula dona una imatge molt positiva del personatge, "violent, insolent, provocant" (eslògan de la pel·lícula) però convençut i convincent, compromès però víctima d'un moviment que no el comprèn i que, finalment dividit, l'assassina.
La pel·lícula presenta igualment la seva fe musulmana, a través del seu pelegrinatge a La Meca que, sembla, va ser la causa d'un canvi en la seva concepció del combat a portar pel reconeixement del poble negre als Estats Units.
La pel·lícula s'acaba per les paraules pronunciades, després de l'assassinat de Malcolm X, per Martin Luther King. Aquest parla de l'assassinat com d'una «deplorable tragèdia » i, malgrat les seves idees de vegades divergents, reconeix Malcolm com « una de les esperances més radiants de Harlem» i «un afroamericà valent i valerós, mai vençut »

## Repartiment
- Denzel Washington: Malcolm X
- Angela Bassett: Dr. Betty Shabazz
- Albert Hall: Baines
- Al Freeman Jr.: Elijah Muhammad
- Delroy Lindo: Archie l’'Antillà
- Spike Lee: Shorty
- Theresa Randle: Laura
- Kate Vernon: Sophia
- Lonette McKee: Louise Little
- Tommy Hollis: Earl Little
- James McDaniel: Germà d‘Earl
- Debi Mazar: Peg
- LaTanya Richardson: Lorraine
- Wendell Pierce: Ben Thomas
- Giancarlo Esposito: Thomas Hayer
- Bill Goldberg: The 'John'
- Ed Herlihy: Joe Louis
- Gareth Williams: JFK Periodista
- Richard Schiff: JFK Periodista
- Michael Imperioli: Periodista als Bombers
- Elise Neal: Prostituée
- John Sayles: Agent de l’FBI
- Martin Donovan: Agent de l’FBI
- Nicholas Turturro: Polícia de Boston
- William Fichtner: Polícia a Harlem Station
- Tim Kelleher: Polícia a Harlem Station
- Michael Cullen: Sergent del taulell
- James G. MacDonald: Tinent
- Don Hewitt: Black Legion Member
- Eddie Davis: Lionel Hampton Band - Trompeta
- Terence Blanchard: Billie Holiday Quartet - Trompeta
- Vincent D'Onofrio: Bill Newman
- Bobby Seale: Narrador
- Al Sharpton: Narrador
- Christopher Plummer: Chaplain Gill
- Karen Allen: Miss Dunne
- Peter Boyle: Capità Green
- Nelson Mandela: Professor de Soweto
- Ossie Davis: Eulogy Performer (veu)
- John David Washington

## Música
La Banda sonora de la pel·lícula
| Núm.          | Títol                                                       | Composició                                | Productor     | Durada |
| ------------- | ----------------------------------------------------------- | ----------------------------------------- | ------------- | ------ |
| 1.            | «Revolution» (Arrested Development)                         | Todd "Speech" Thomas & Taree Aerle Jones  | Speech        | 4:49   |
| 2.            | «Roll 'Em Pete» (Big Joe Turner)                            | Pete Johnson & Big Joe Turner             |               | 3:44   |
| 3.            | «Flying Home» (Lionel Hampton)                              | Benny Goodman & Lionel Hampton            |               | 3:15   |
| 4.            | «My Prayer» (The Ink Spots)                                 | Jimmy Kennedy & George Boulanger          |               | 3:16   |
| 5.            | «Big Stuff» (Billie Holiday)                                | Leonard Bernstein                         |               | 2:29   |
| 6.            | «Don't Cry Baby» (Erskine Hawkins)                          | Jimmy Johnson, Stella Unger & Saul Bernie |               | 3:21   |
| 7.            | «Beans And Cornbread» (Louis Jordan)                        | F. Clark & E. Moore                       |               | 2:51   |
| 8.            | «Azure» (Ella Fitzgerald)                                   | Duke Ellington                            |               | 2:21   |
| 9.            | «Alabama» (John Coltrane)                                   | John Coltrane                             |               | 2:26   |
| 10.           | «That Lucky Old Sun Just Rolls Around Heaven» (Ray Charles) | Dizzy Gillespie & Beasley Smith           |               | 4:23   |
| 11.           | «Arabesque Cookie» (Duke Ellington)                         | Duke Ellington & Billy Strayhorn          |               | 5:46   |
| 12.           | «Shotgun» (Junior Walker & the All Stars)                   | Autry DeWalt                              |               | 3:03   |
| 13.           | «Someday We'll All Be Free» (Aretha Franklin)               | Donny Hathaway & Edward U. Howard         | Arif Mardin   | 8:21   |
| Durada total: | Durada total:                                               | Durada total:                             | Durada total: | 49:09  |

## Premis i nominacions

### Premis
- 1993: Ós de Plata a la millor interpretació masculina per Denzel Washington

### Nominacions
- 1993: Oscar al millor actor per Denzel Washington
- 1993: Oscar al millor vestuari per Ruth E. Carter
- 1993: Globus d'Or al millor actor dramàtic per Denzel Washington
- 1993: Lleó d'Or